# وزارة توفيق السويدي الثالثة
وزارة توفيق السويدي الثالثة هي الحكومة العراقية الثانية والأربعون، خلفت هذه الوزارة وزارة علي جودت الأيوبي الثانية.
تشكلت الوزارة في 5 شباط 1950 واستمرت إلى 15 أيلول 1950، وتشكلت بعدها وزارة نوري السعيد الحادية عشر.

## التشكيلة الوزارية
تكونت الوزارة من الوزراء أدناه:
- رئيس الوزراء: توفيق السويدي، وكذلك وزير الخارجية
- وزير الدفاع: شاكر الوادي
- وزير الداخلية: صالح جبر
- وزير المالية: عبد الكريم الأزري
- وزير العدلية: حسن سامي التتار، استقال في آب 1950 فخلفه جميل الأورفه لي
- وزير الاقتصاد: ضياء جعفر
- وزير المعارف: سعد عمر
- وزير المواصلات والأشغال: علي حيدر سليمان
- وزير الشؤون الاجتماعية: توفيق وهبي
- وزير بلا وزارة:
  - حازم بك شمدين أغا
  - خليل كنة
  - جميل الأورفلي، بعدها شغل منصب وزير العدل خلفا لحسن سامي التتار